# Байду-хан
Байду (монг. Байду?, ᠪᠠᠶᠢᠳᠤ?, перс. بایدو خان‎; ? — 4 октября 1295) — ильхан Ирана из династии Хулагуидов, сын Тарагая, внук основателя династии Хулагу; правил лишь несколько месяцев. Свергнутый им государь Гайхату был задушен 24 марта 1295 года, а он сам был убит в среду 4 октября того же года после победы его противника Газана.
Молодой царевич Байду, который был лично оскорблён своим двоюродным братом Гайхату, был призван и возведен на трон вельможами государства. В оправдание низвержения и убийства его предшественника приводилось то, что Гайхату лишился своих прав вследствие своего развратного, недостойного престола образа жизни и многократных нарушений Ясы Чингис-хана. На те же причины восстания Байду ссылался позднее, когда царевич Газан стал наступать из Хорасана и потребовал выдачи убийц своего дяди. Между обоими противниками сперва было достигнуто соглашение; когда позднее война возобновилась, Газану удалось, благодаря искусству своего полководца Науруза, решить спор в свою пользу без пролития крови. Байду был оставлен своими приверженцами и во время бегства захвачен в плен под Нахичеванью. Сообщается как христианскими, так и мусульманскими источниками, что во время своего короткого правления он особенно покровительствовал христианам и их духовенству и тем самым озлобил мусульман.

## Библиография

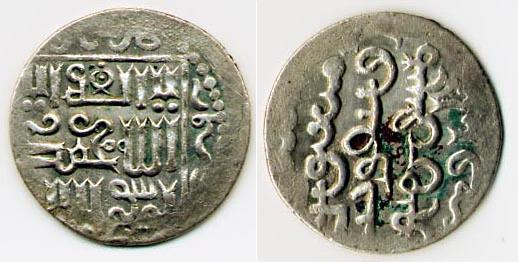
Монета Байду-хана